# Кушкаяк
Кушкаяк (баш. Кәшкейәк) — река России, протекает в Мечетлинском районе Башкортостана. Устье реки находится в 168 км по левому берегу реки Ай. Длина реки составляет 17 км. Приток — Аньяк.
Произрастает Astragalus austriacus Jacq. (семейство Fabaceae) (г. Тюршентау, скалистые обрывы левого берега р. Кушкаяк около 4 км к юго-западу от с. Дуван-Мечетлино)
Система водного объекта: Ай → Уфа → Белая → Нижнекамское водохранилище → Кама → Волга → Каспийское море.

## Данные водного реестра
По данным государственного водного реестра России относится к Камскому бассейновому округу, водохозяйственный участок реки — Ай от истока и до устья, речной подбассейн реки — Белая. Речной бассейн реки — Кама.
Код объекта в государственном водном реестре — 10010201012111100022365.